# L'Escapade de Corinne
Pour plus de détails, voir Fiche technique et Distribution.
L'Escapade de Corinne (titre original : Indiscreet Corinne) est un film américain réalisé par John Francis Dillon, sorti en 1917.

## Synopsis
Corinne Chilvers, qui s'ennuie dans sa vie de riche héritière, répond à une annonce où l'on recherche une femme au passé tragique. Elle est engagée pour obtenir une proposition de mariage d'un millionnaire sud-américain, Nicholas Fenwick, et se fait passer pour une danseuse masquée pour attirer son attention. Après diverses péripéties, Fenwick tombe amoureux de Corinne, mais les Chilvers, scandalisés par les escapades de leur fille, la répudient. Lorsqu'elle informe ses employeurs que Fenwick lui a proposé de l'épouser, Corinne découvre que le jeune homme n'est pas un millionnaire, mais est en fait l'objet d'une opération publicitaire, qui échoue lorsque Corinne et Fenwick se marient réellement. Fenwick va trouver alors les parents de Corinne et les persuade de pardonner à leur fille.

## Fiche technique
- Titre original : Indiscreet Corinne
- Titre français : L'Escapade de Corinne
- Réalisation : John Francis Dillon
- Scénario : George Elwood Jenks
- Photographie : Thomas Buckingham
- Société de production : Triangle Film Corporation
- Société de distribution : Triangle Film Corporation
- Pays de production :  États-Unis
- Langue originale : anglais
- Format : noir et blanc — 35 mm — 1,37:1 — Film muet
- Genre : Comédie dramatique
- Durée : 5 bobines
- Dates de sortie :
  - États-Unis : 11 novembre 1917
  - France : 27 juin 1919[1]

## Distribution
- Olive Thomas : Corinne Chilvers
- George Chesebro : Nicholas Fenwick
- Joseph Bennett : Rocky Van Sandt
- Josie Sedgwick : Pansy Hartley
- Annette DeFoe (en) : Florette
- Lillian Langdon : Mme Chilvers
- Tom Guise : M. Chilvers
- Lou Conley : Tante Theodora
- Thornton Edwards : Dodge
- Ed Brady : P.A. Britton
- Harry L. Rattenberry : Cotter Brown
- Anna Dodge : Mme Brown